# اموال فرهنگی
اموال فرهنگی (انگلیسی: Cultural property) تعریف جهانی ندارد، اما معمولاً به عنوان اقلام ملموس (کالبدی، مادی) در نظر گرفته می‌شود که بخشی از میراث فرهنگی یک گروه یا جامعه است برخلاف عبارات فرهنگی کمتر ملموس. آنها شامل مواردی مانند مناظر فرهنگی، بناهای تاریخی، آثار هنری، مکان‌های باستان‌شناسی و همچنین مجموعه‌ای از کتابخانه‌ها، بایگانی‌ها و موزه‌ها هستند.